# Преров
Преров (нім. Prerow) — громада в Німеччині, розташована в землі Мекленбург-Передня Померанія. Входить до складу району Передня Померанія-Рюген. Складова частина об'єднання громад Дарс/Фішланд.
Площа — 11,17 км2. Населення становить 1486 ос. (станом на 31 грудня 2020).

## Галерея

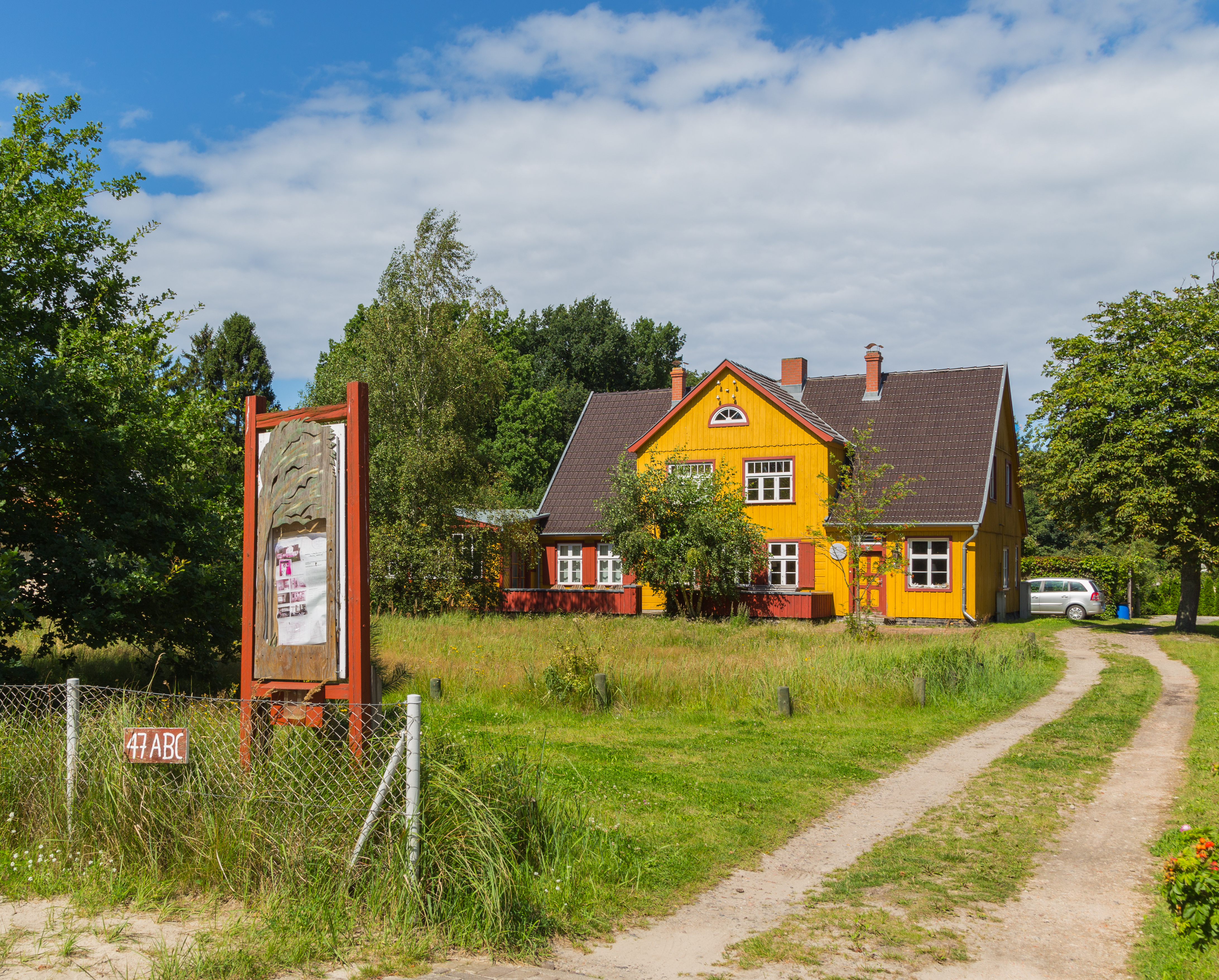
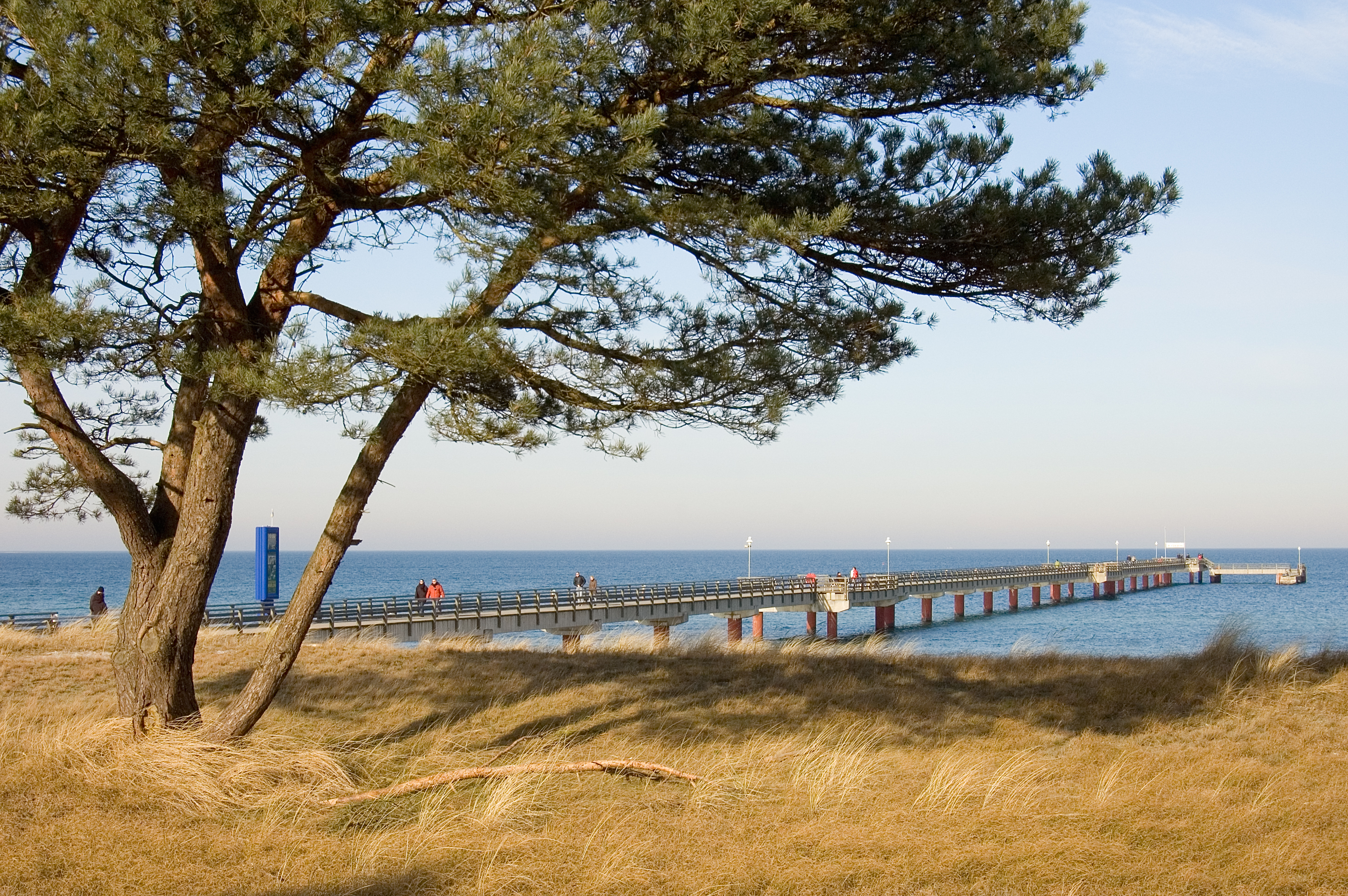
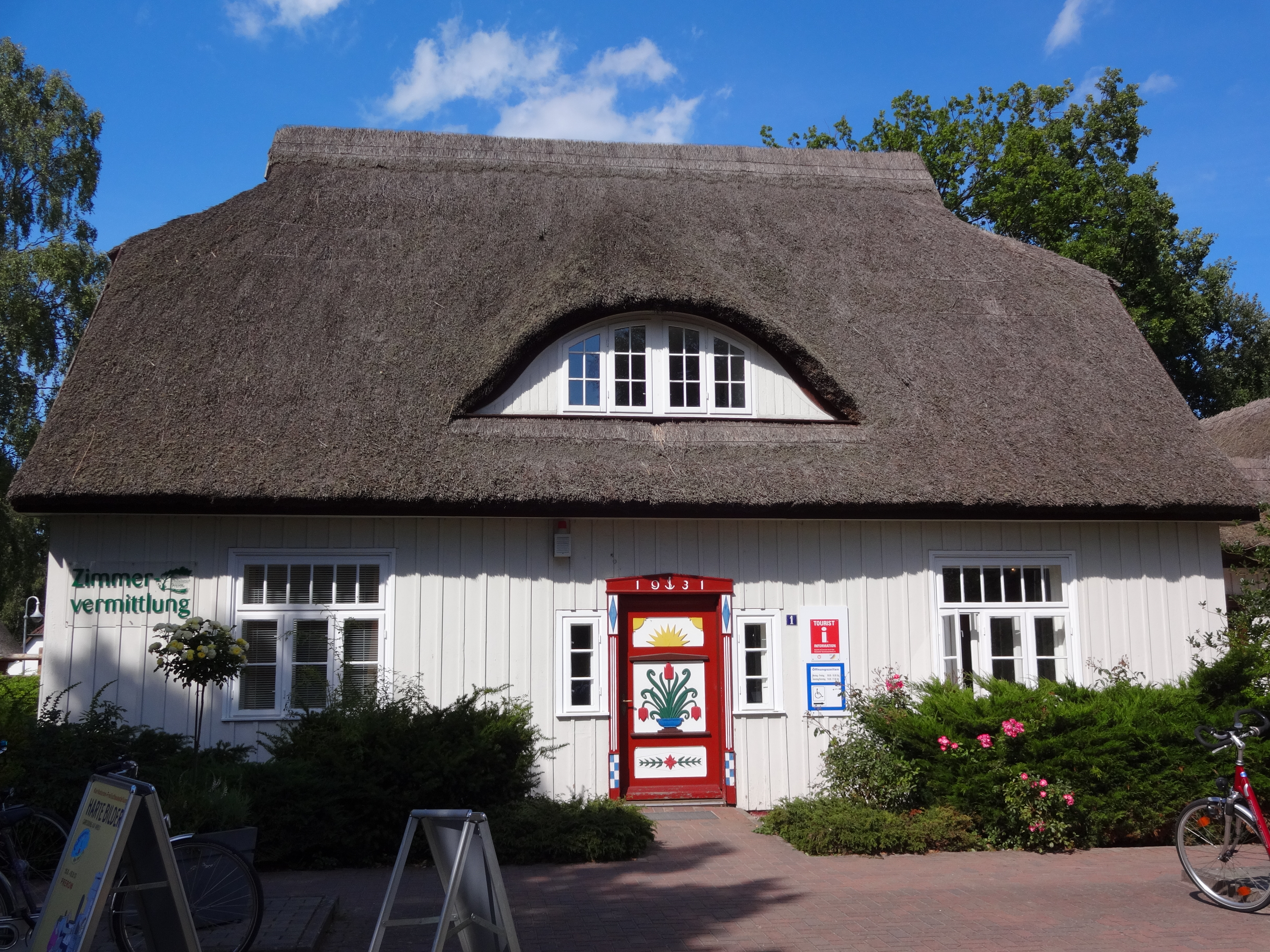
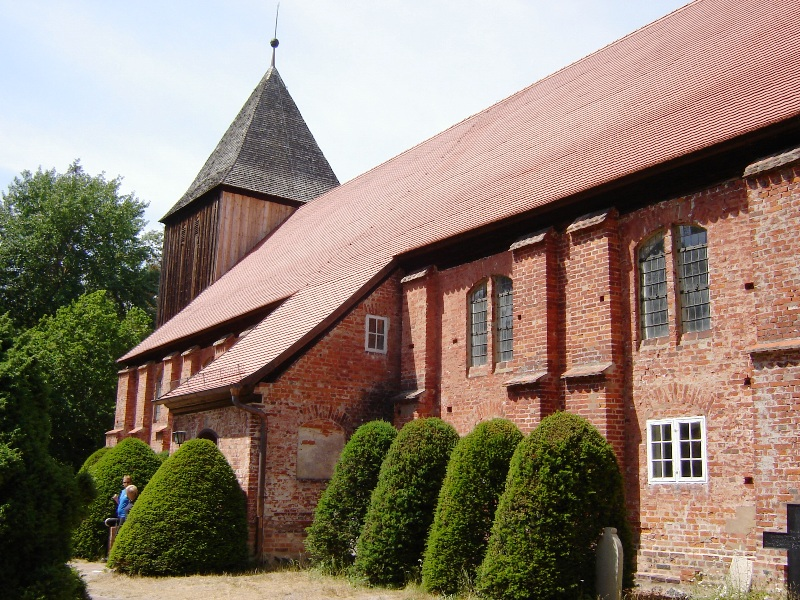
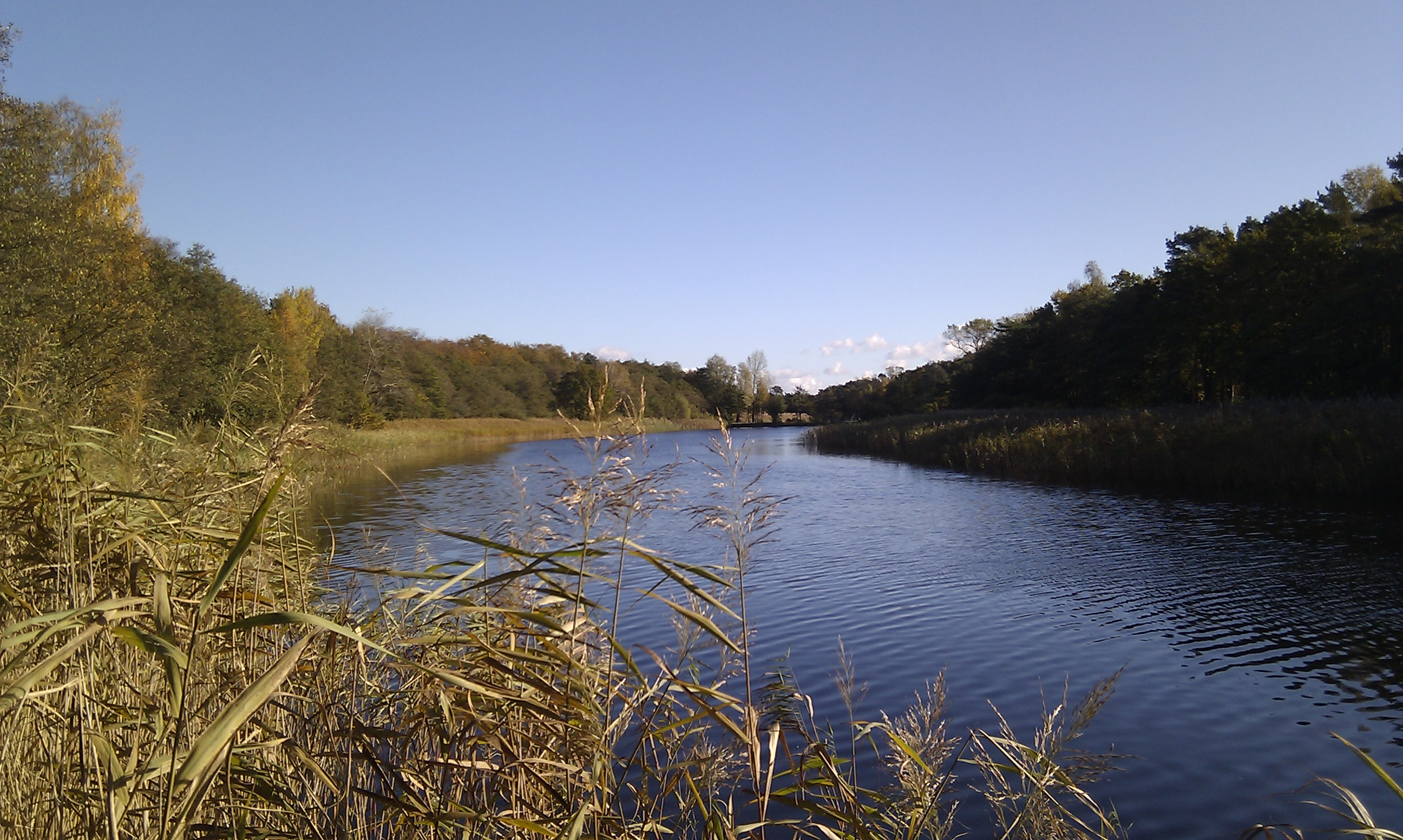
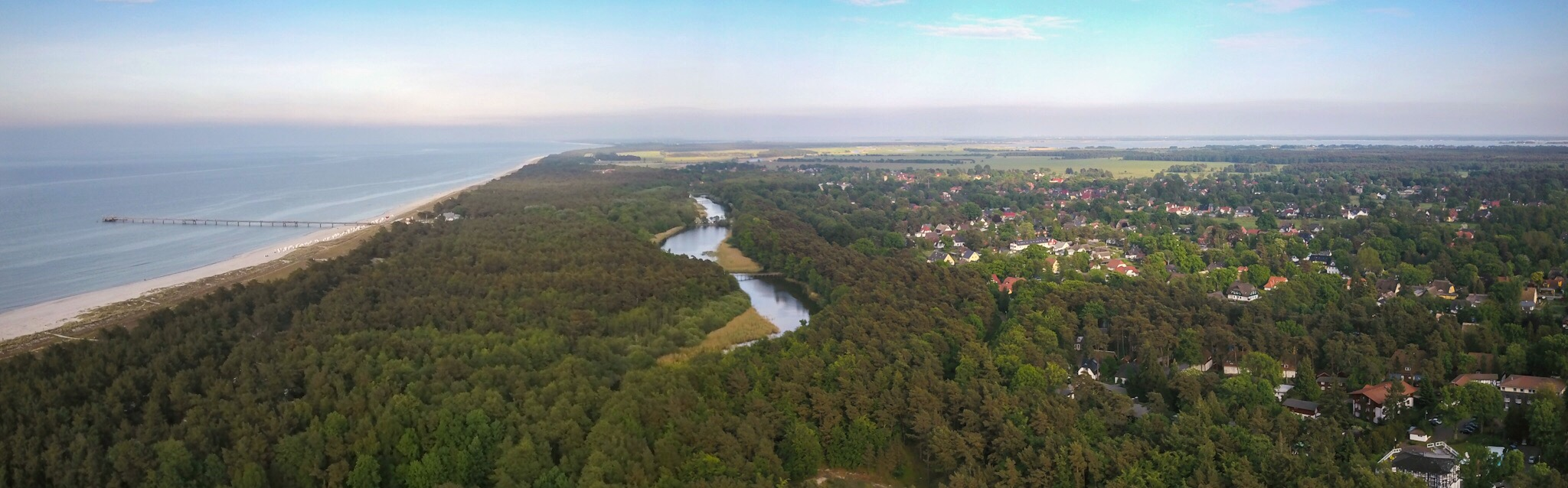